# Pelignes
Els pelignes o pelignis (en llatí peligni, en grec antic Πελίγνοι) eren un poble d'Itàlia Central que vivia al cor dels Apenins. Tenien a l'oest els marsis, al sud els samnites, a l'est els frentans i al nord els vestins. Fest els fa d'origen il·liri, però Ovidi, nadiu de la zona, expressament diu que eren un poble sabèl·lic o sabí.
Els pelignes eren d'una ètnia semblant a la dels seus veïns, els vestins, els marruquins i els marsis, i això, juntament amb la seva proximitat geogràfica, explica prou la estreta unió que tenien els quatre pobles, que va subsistir en temps històrics. De fet, és probable que aquestes quatre tribus formessin una mena de lliga o confederació segons diu Titus Livi, tot i que els seus vincles devien ser poc concrets, ja que els trobem ocasionalment en guerra entre ells o conclouen la pau per separat amb altres pobles, encara que amb més freqüència, tots quatre adoptaven la mateixa política.

## Història
La primera menció dels pelignes és l'any 343 aC quan els llatins, que s'havien aixecat contra Roma, els van atacar però no se saben ni les causes ni els resultats de la guerra. Una mica després apareixen aliats a Roma, juntament amb els marsis, i van deixar passar un exèrcit romà que venia del Sàmnium i anava a Campània, mentre que els vestins es van declarar a favor dels samnites.
El 308 aC els marsis i els pelignes es van separar de l'aliança romana, i els dos pobles van ser derrotats per Quint Fabi Màxim Rul·lià. El 304 aC van demanar la pau i la van obtenir en termes favorables. Des de llavors van ser aliats fidels. El 295 aC van atacar els samnites en la seva retirada després de la batalla de Sentínum i van destruir una columna de mil homes.
Els pelignes gairebé desapareixen de la història en els següents anys. Se sap que proveïen Roma amb els contingents corresponents que formaven part de les tropes auxiliars, i les cohorts pelignes van destacar en moltes batalles. Polibi no els esmenta entre els pobles aliats d'Itàlia del 225 aC, però probablement va ser un descuit. A la Segona Guerra Púnica van mantenir fidelment la seva aliança amb Roma, tot i que Hanníbal va devastar el seu territori de forma continuada. El 205 aC van aportar voluntaris per a l'exèrcit de Publi Corneli Escipió Africà Major.
A la guerra social de l'any 91 aC van ser els primers, junt amb els marsis, a declarar-se contra el govern. La seva capital, Corfinium, va ser elegida pels confederats com la futura capital d'Itàlia, cosa acceptada per tothom i que li va assignar un lloc destacat en el conflicte. Més tard aquesta capital va ser abandonada pels aliats, en favor de Aesernia. El nom dels pelignes no s'esmenta sovint durant la guerra, tot i que és segur que van continuar participant-hi activament, i és probable que estiguessin sempre associats als Marsi. Però l'any 90 aC van patir una greu derrota per part de Servi Sulpici Galba.
L'any 89 aC es van rendir junt amb els marruquins i els vestins a Gneu Pompeu Estrabó. En aquell moment, o poc després van ser admesos a la ciutadania romana i van ser inscrits a la tribu Sèrgia, junt amb els marsis i els sabins.
A la Segona Guerra Civil romana entre Juli Cèsar i Pompeu Magne, Luci Domici Ahenobarb va ocupar la seva capital, Corfinium, l'any 49 aC amb vint cohorts reclutades entre marsis i pelignes per aturar l'avanç de Cèsar, però quan les tropes van començar a desertar es va haver de rendir. També Sulmo, una ciutat dels pelignes on Domici havia establert guarnició, es va rendir a Cèsar sense cap resistència.
Els pelignes, com altres tribus muntanyenques, semblen haver conservat el seu caràcter i sentiment nacional, molt després que haguessin adquirit la condició de ciutadans romans. A la guerra civil entre Vespasià i Vitel·li l'any 69 es van declarar, com a poble, a favor del primer, segons diu Tàcit. Després d'aquest fet, ja no tornen a aparèixer a la història.
August els va incloure a la Quarta Regió d'Itàlia, segons Plini el Vell, i més tard van passar, amb els marsis, a la província de Valèria.
La situació dels pelignes en una vall envoltada per tots els costats per les serres més altes dels Apenins, i molt elevada sobre el mar, feia que el clima fos un dels més freds d'Itàlia. Horaci utilitza l'expressió "Peligna frigora", com una frase gairebé proverbial per indicar el fred extrem, i Ovidi, que era natural de Sulmo, al·ludeix reiteradament al clima fred i hivernal del seu país natal. D'altra banda, la vall era regada per nombrosos rierols alimentats per les neus de les muntanyes veïnes, i es diu que perduraven durant tot l'estiu. L'ampla vall permetia el cultiu del blat i de la vinya, i fins i tot, en punts arrecerats, hi havia olivers. Eren considerats molt valents, igual que els seus veïns els marsis, i pel seu aïllament van conservar antigues tradicions i costums. Horaci parla de la seva habilitat en fer encanteris i màgia.
Els pelignes només tenien tres ciutats importants, Corfinium, Sulmo, i Superaequum, que Plini el Vell menciona, encara que la darrera no té una situació precisa. Els mateixos noms apareixen al Liber Coloniarum. Estrabó esmenta la ciutat de Cuculum, segurament de molt poca importància, i la situa a la dreta de la via Valèria, que és la moderna Cocullo. A la Taula de Peutinger apareix Statulae, que era a 10 km de Corfinium. Les muntanyes del país eren conegudes per Mons Imeus. El territori representava una via de comunicació entre la mar Tirrena i l'Adriàtic, i era un lloc de pas des de molt antic. La prolongació de la via Valèria fins a l'Adriàtic passant pel territori dels pelignes, no es va construir fins al temps de l'emperador Claudi, seguint l'antic camí ja existent.